# Karosta

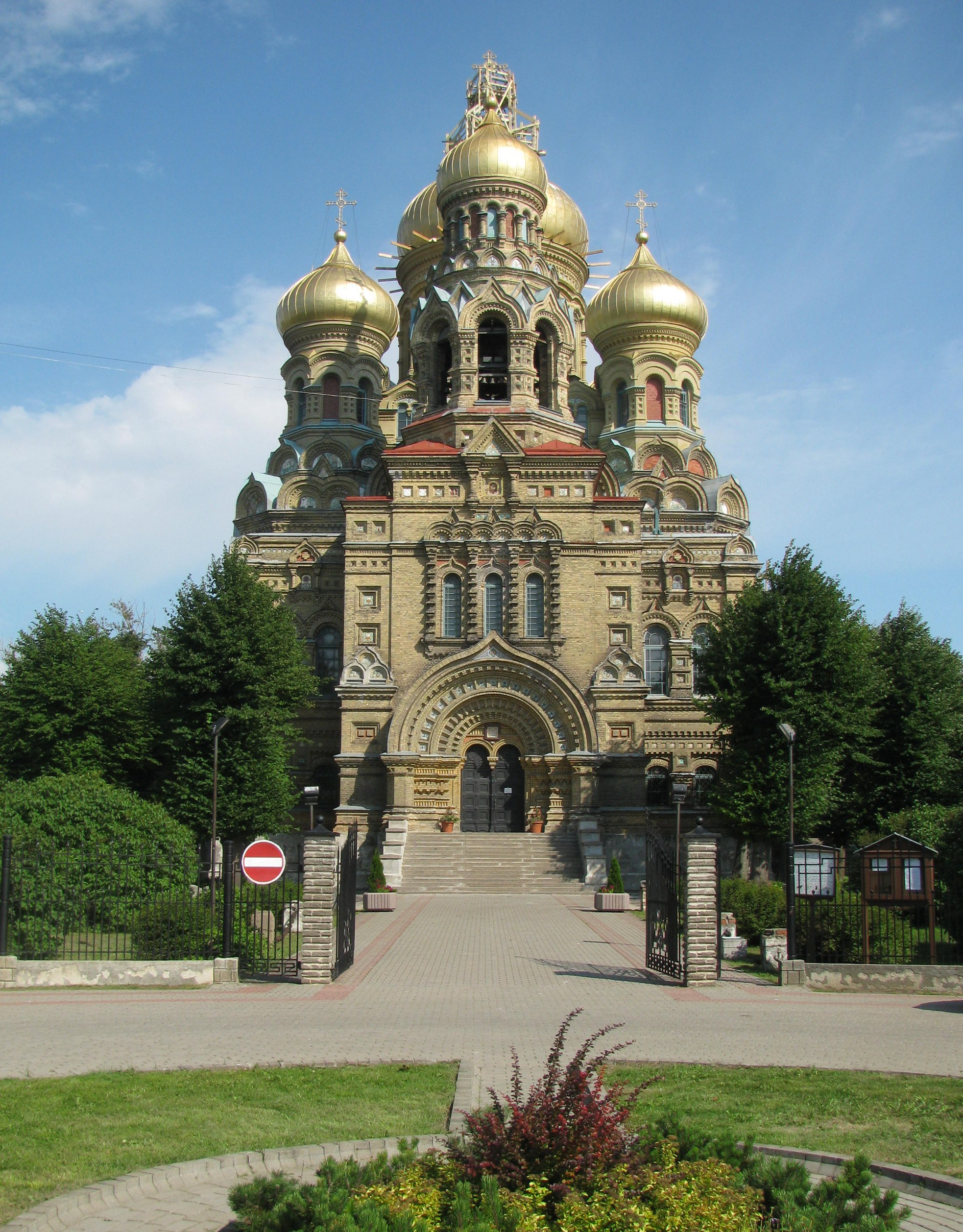
De Sint Nicolaaskathedraal

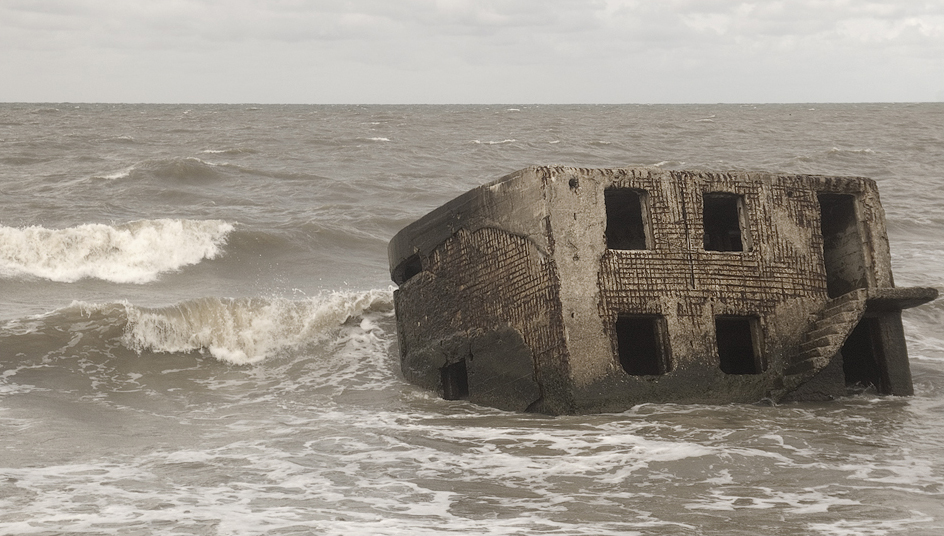
Een boven de zeespiegel uitstekende bunker

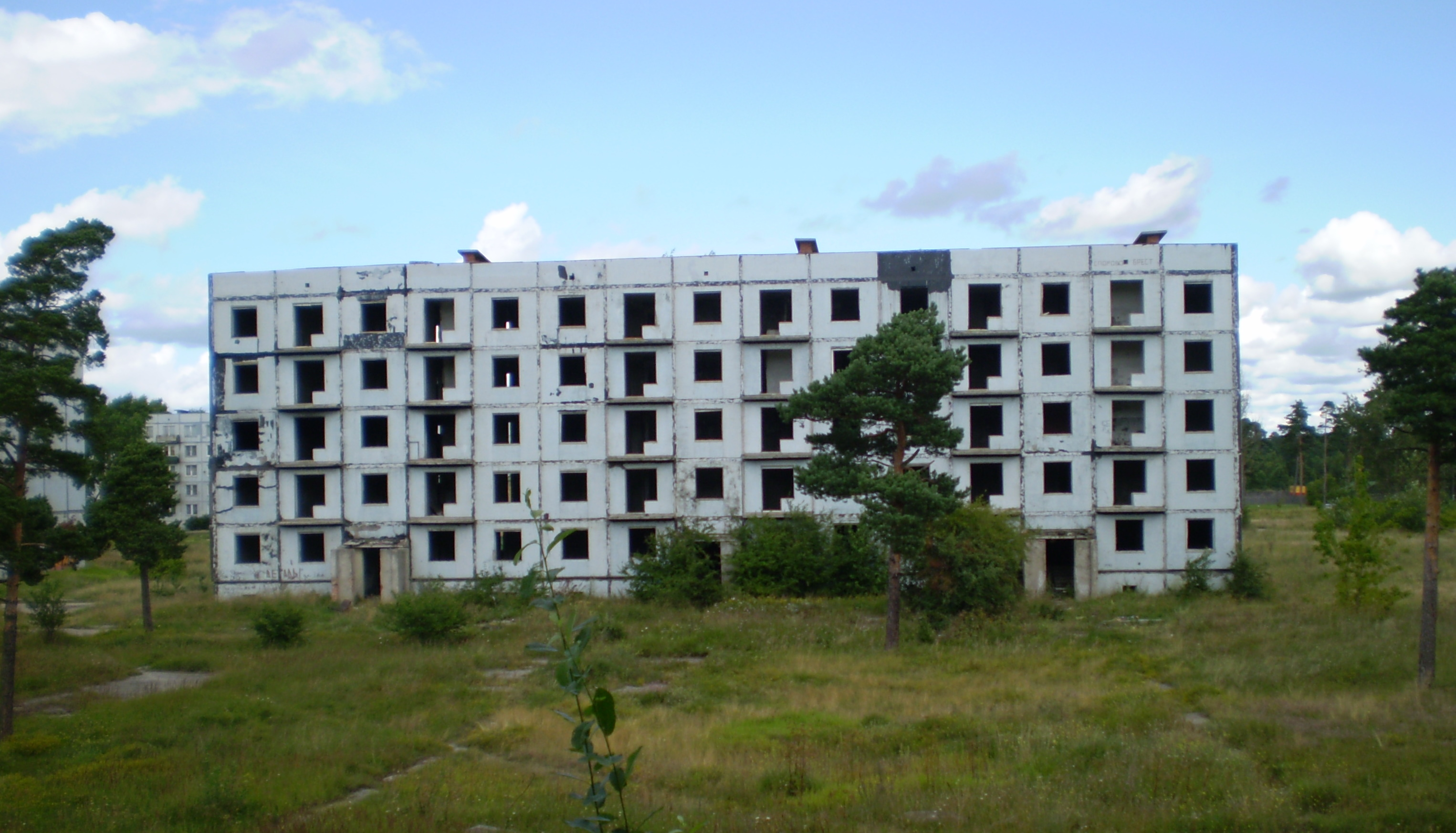
Een verlaten appartementencomplex

Karosta is een stadsdeel van de Letse havenstad Liepāja, ongeveer 10 km ten noorden van het centrum. Het beslaat ongeveer een derde van de totale oppervlakte van de stad. De naam is afgeleid van het Letse kara osta, wat "oorlogshaven" betekent.

## Geschiedenis
Karosta werd in de jaren 1890-1906 op bevel van de Russische tsaar Alexander III en diens zoon Nicolaas II gebouwd als ijsvrije marinehaven. Laatstgenoemde gaf de haven de naam Haven van Alexander III. De eerste bouwwerken die er tot stand kwamen, waren vier grote batterijen bunkers, die uiteindelijk nooit gebruikt zijn en kort voor het uitbreken van de Eerste Wereldoorlog werden opgeblazen; de vervallen deels in zee weggezakte restanten zijn nog steeds te zien.
In de jaren 1900-1903 werd in opdracht van Nicolaas II in Karosta ook de Sint Nicolaaskathedraal gebouwd, een indrukwekkend bouwwerk met vijf gouden koepels, dat gewijd is aan Sint Nicolaas, de beschermheilige van de zeelieden. Dit is nog steeds de grootste orthodoxe kerk van het Balticum.

## De Sovjetperiode
Tijdens de Sovjetperiode was Karosta een belangrijke basis van de Baltische Vloot, die plaats bood aan 140 oorlogsschepen en 30 atoomonderzeeërs.
Vanaf het begin vormde Karosta een Russische militaire enclave op Lets grondgebied. Met het naburige Liepāja was er nauwelijks enige vorm van uitwisseling: het was een gesloten gebied, waar zelfs burgers van de stad geen toegang toe hadden en dat om veiligheidsredenen op veel kaarten niet stond aangegeven. Het stadsdeel beschikte over een eigen infrastructuur, energiecentrale, watervoorziening, kerk, manege en scholen. Wie vanuit Karosta een ansichtkaart naar het nabijgelegen Liepāja wilde versturen, betaalde daarvoor het interlokale tarief van 3 kopeken, evenveel als men betaalde voor het sturen van een kaart naar Vladivostok; het lokale tarief was 1 kopeke. De levensstandaard van de Russische soldaten en hun gezinnen lag in Karosta aanzienlijk hoger dan die van de bevolking van de rest van de stad.

## Na de omwenteling
Na de val van de Sovjet-Unie werd Letland onafhankelijk en in 1994 moesten Russische militairen het land verlaten. Hierdoor verloor Karosta ongeveer 20.000 van haar 26.000 bewoners en raakte het stadsdeel in verval: gebouwen kwamen leeg te staan, de werkloosheid was hoog en criminaliteit tierde welig. Tegenwoordig is nog slechts een derde van Karosta bewoond. De rest is vervallen tot een spookstad, waar tientallen flats met kapotte ruiten inmiddels het domein zijn geworden van wilde plantengroei.
Desondanks is Karosta een geliefde attractie, waar veel te beleven valt. De Sint Nicolaaskathedraal, die tijdens de Sovjetperiode onder meer dienstdeed als sportzaal, bioscoop en club voor zeelieden, is in de jaren negentig opnieuw in gebruik genomen en torent majestueus uit boven de spookachtige, verlaten stadswijk. Het is een belangrijke ontmoetingsplaats voor de overgebleven Russische bevolking van Karosta.
De voormalige militaire gevangenis is tegenwoordig een museum, waar het publiek wordt rondgeleid door gewapende gidsen in sovjetuniform en zelfs een nacht in de cel kan doorbrengen.
Vanwege de bijzondere sfeer die er heerst, oefent Karosta bovendien een grote aantrekkingkracht uit op kunstenaars.

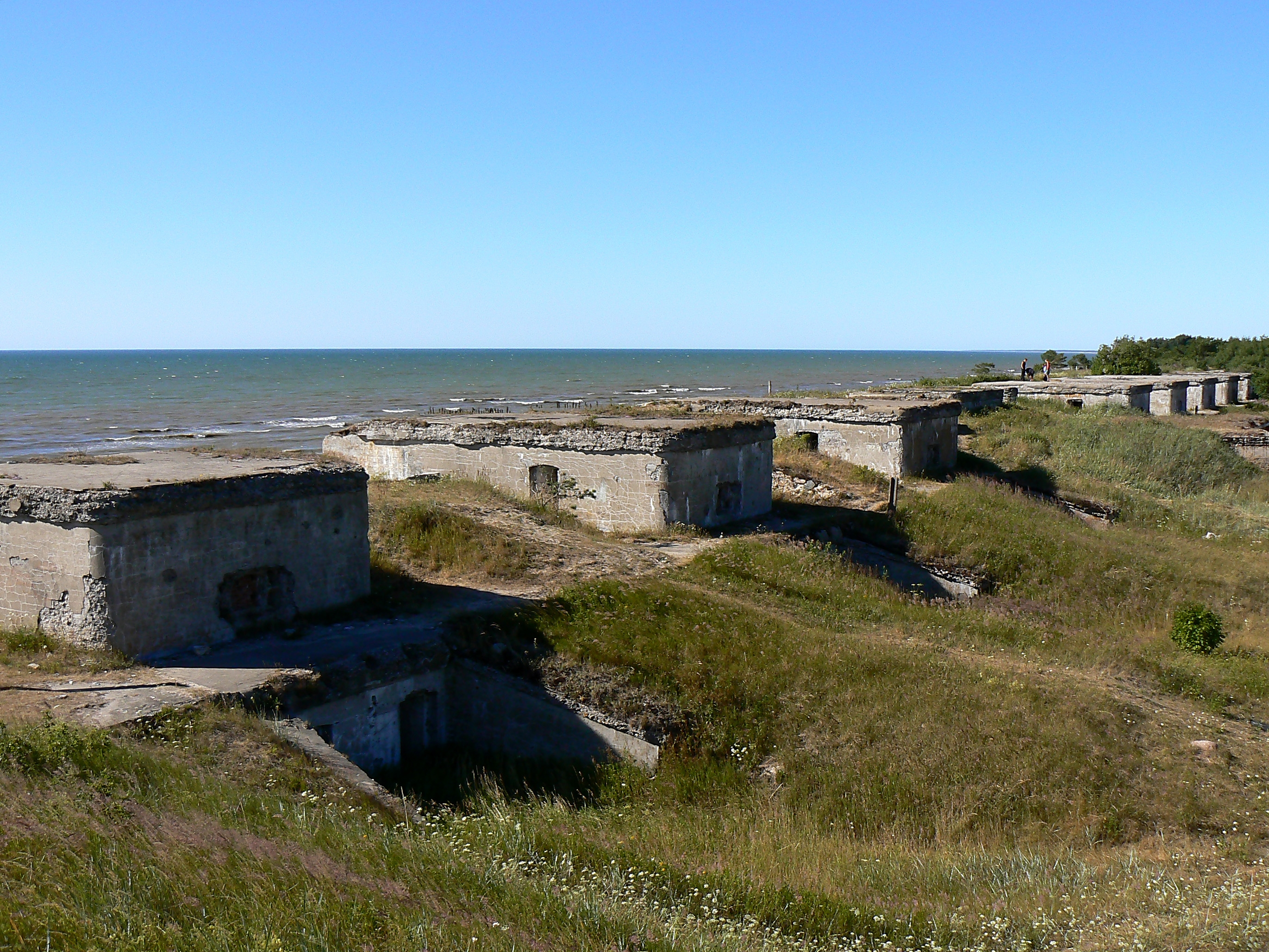
Een batterij bunkers
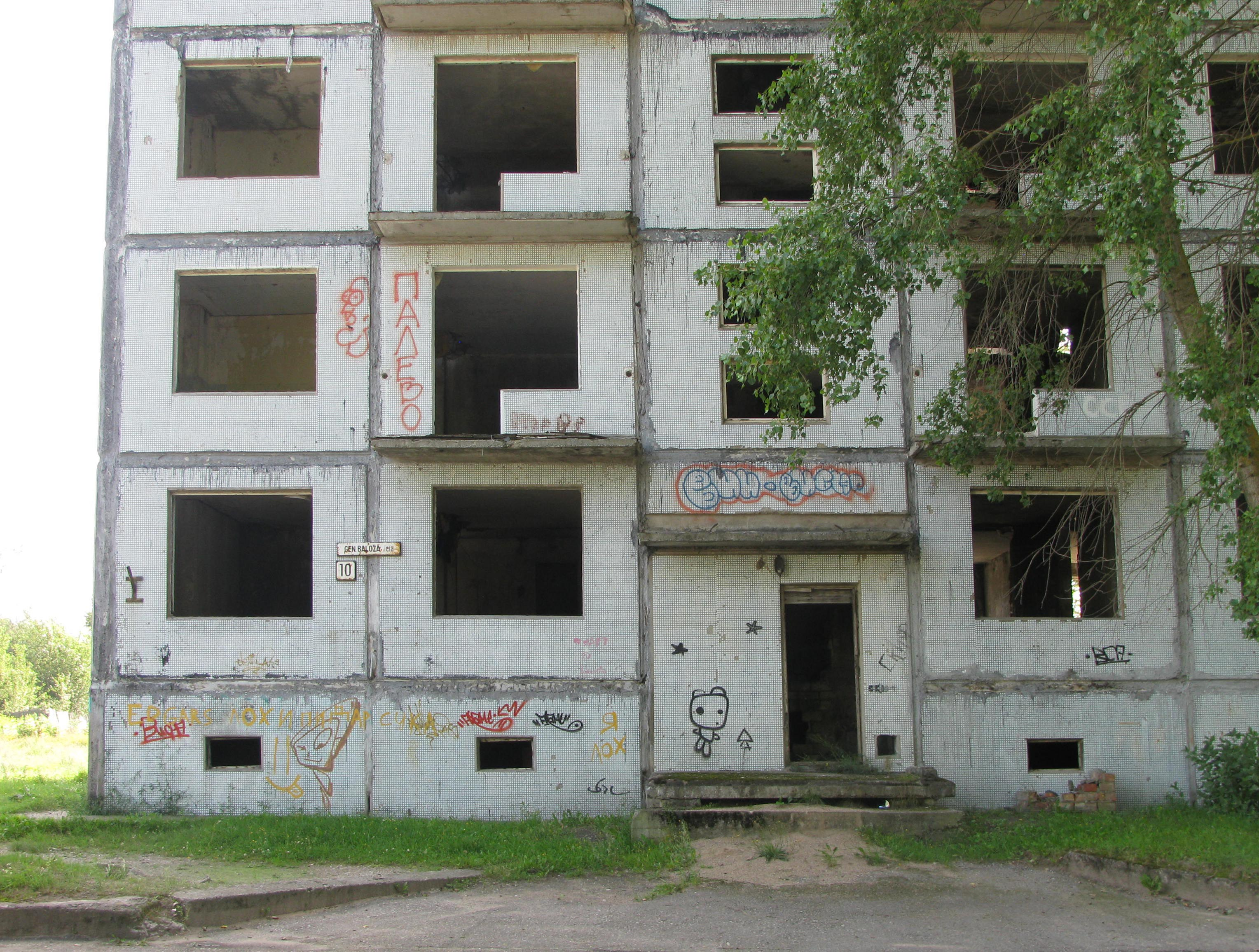
Een vervallen gebouw
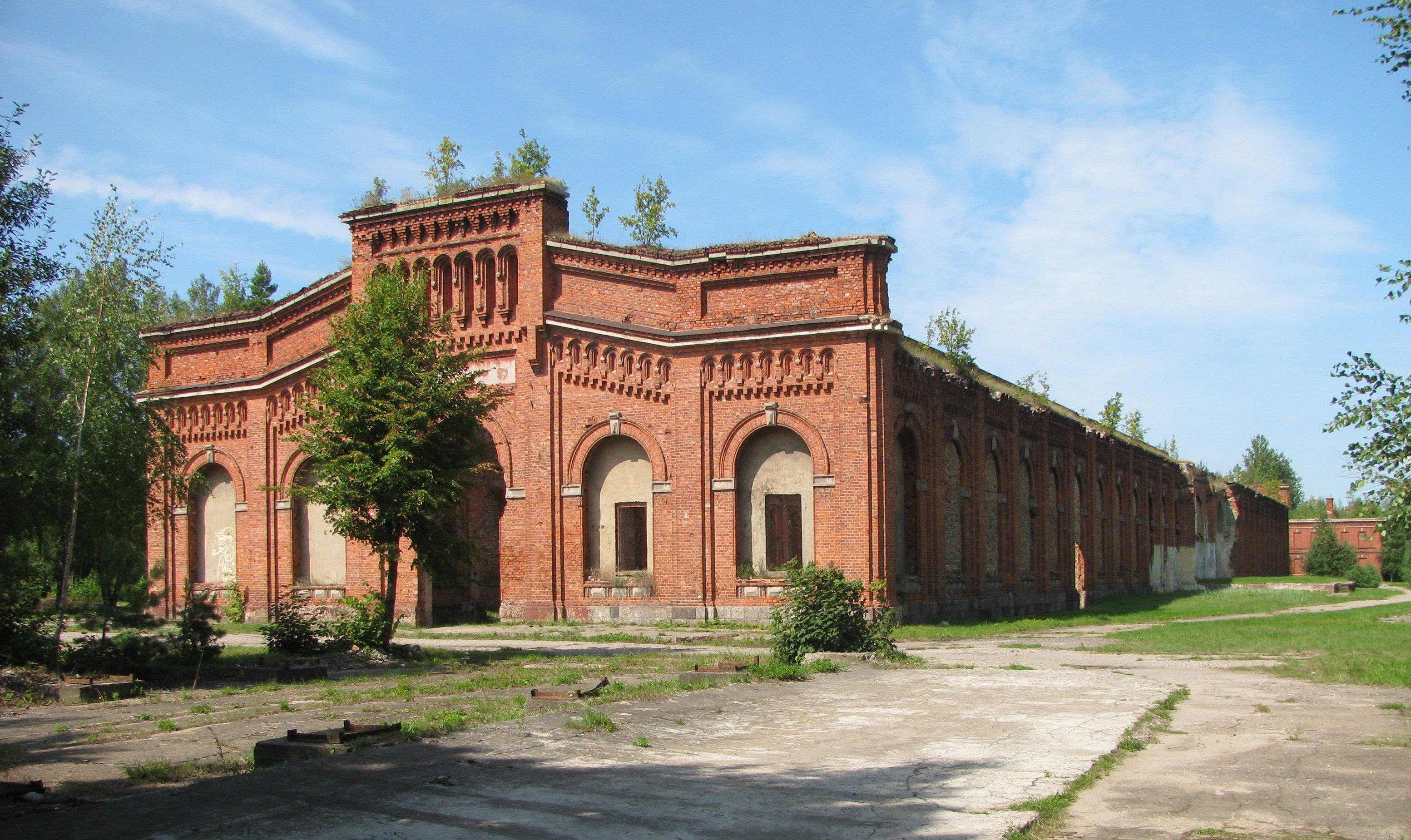
De manege (buiten)
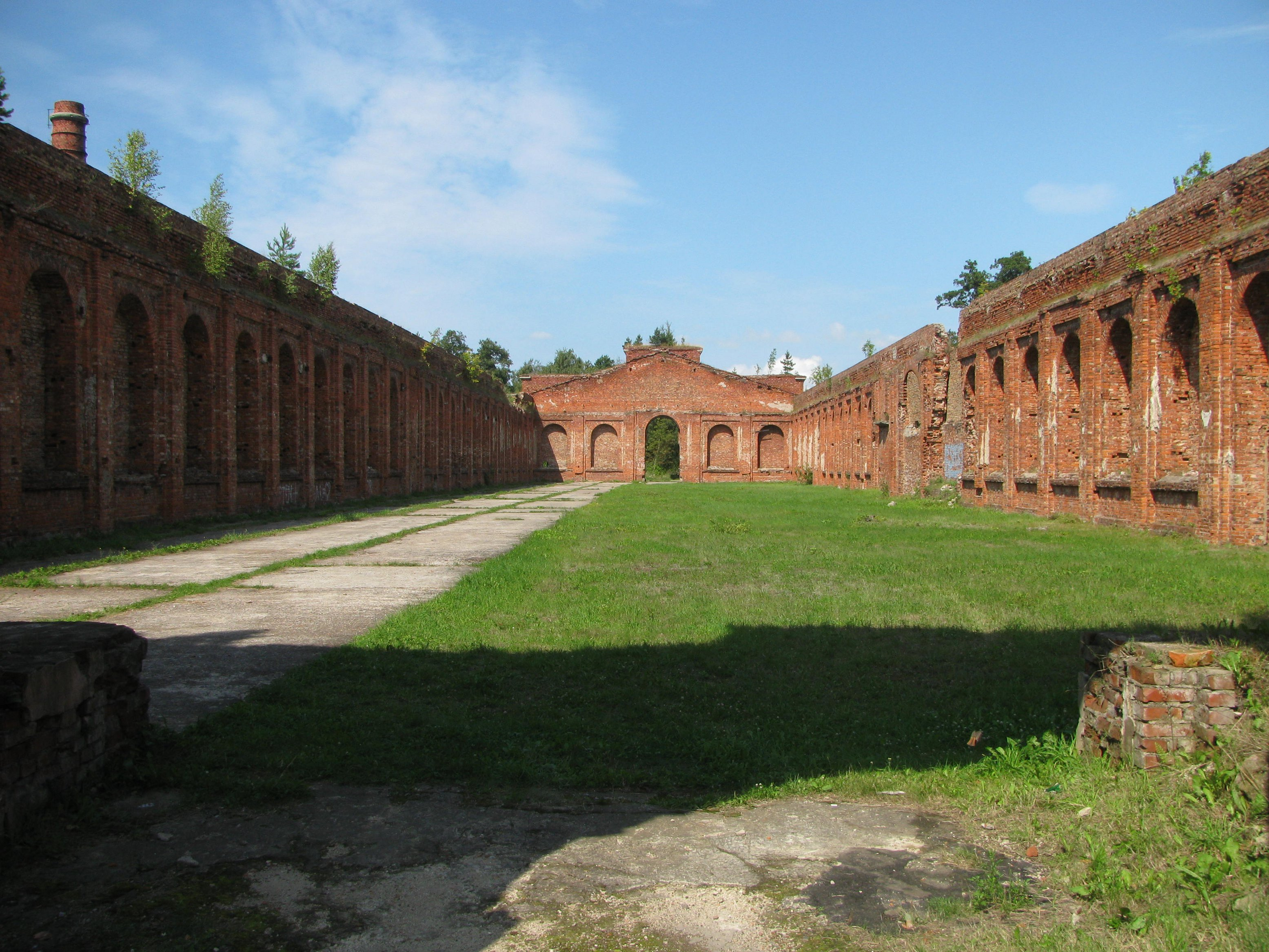
De manege (binnen)
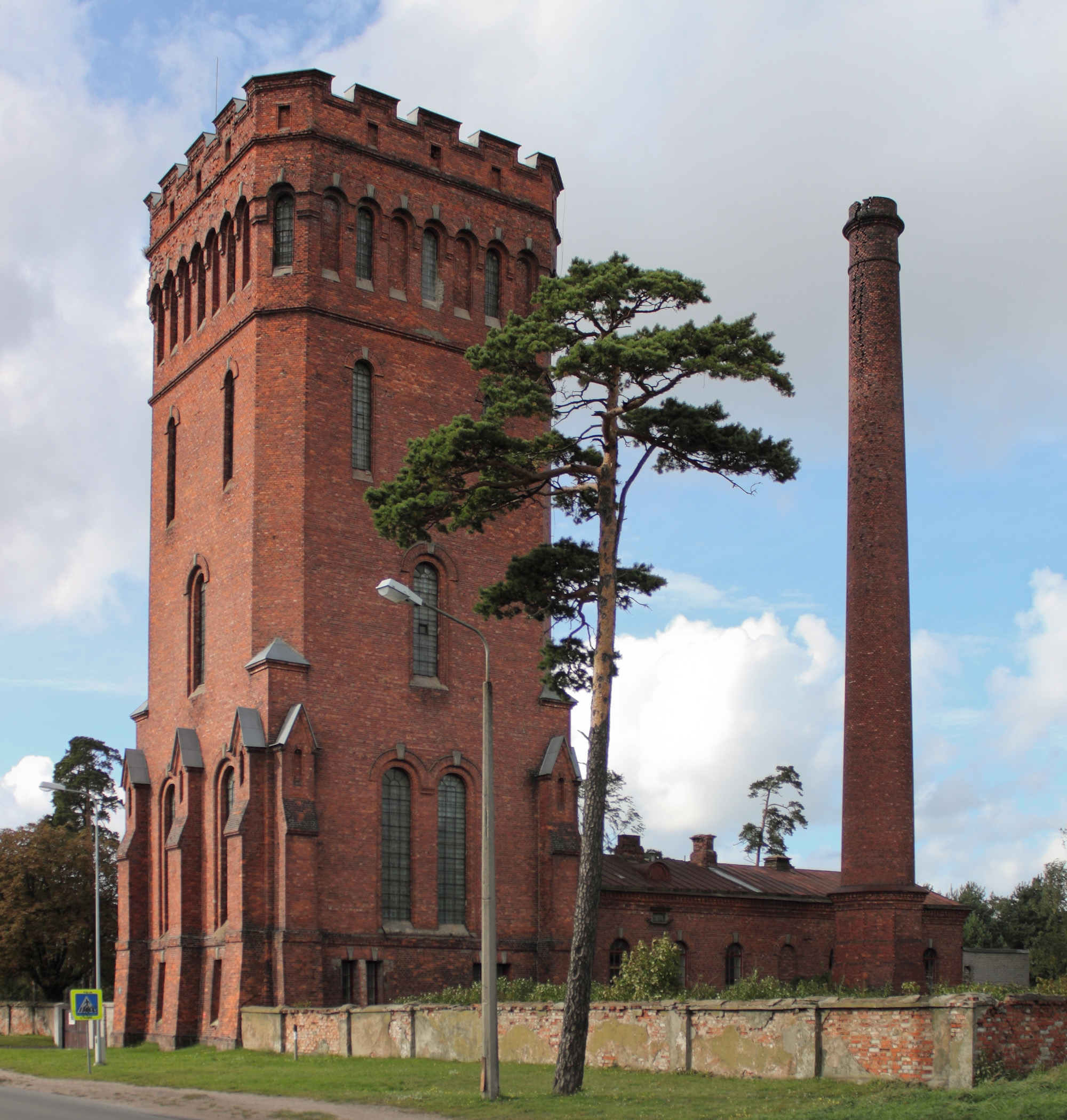
De watertoren
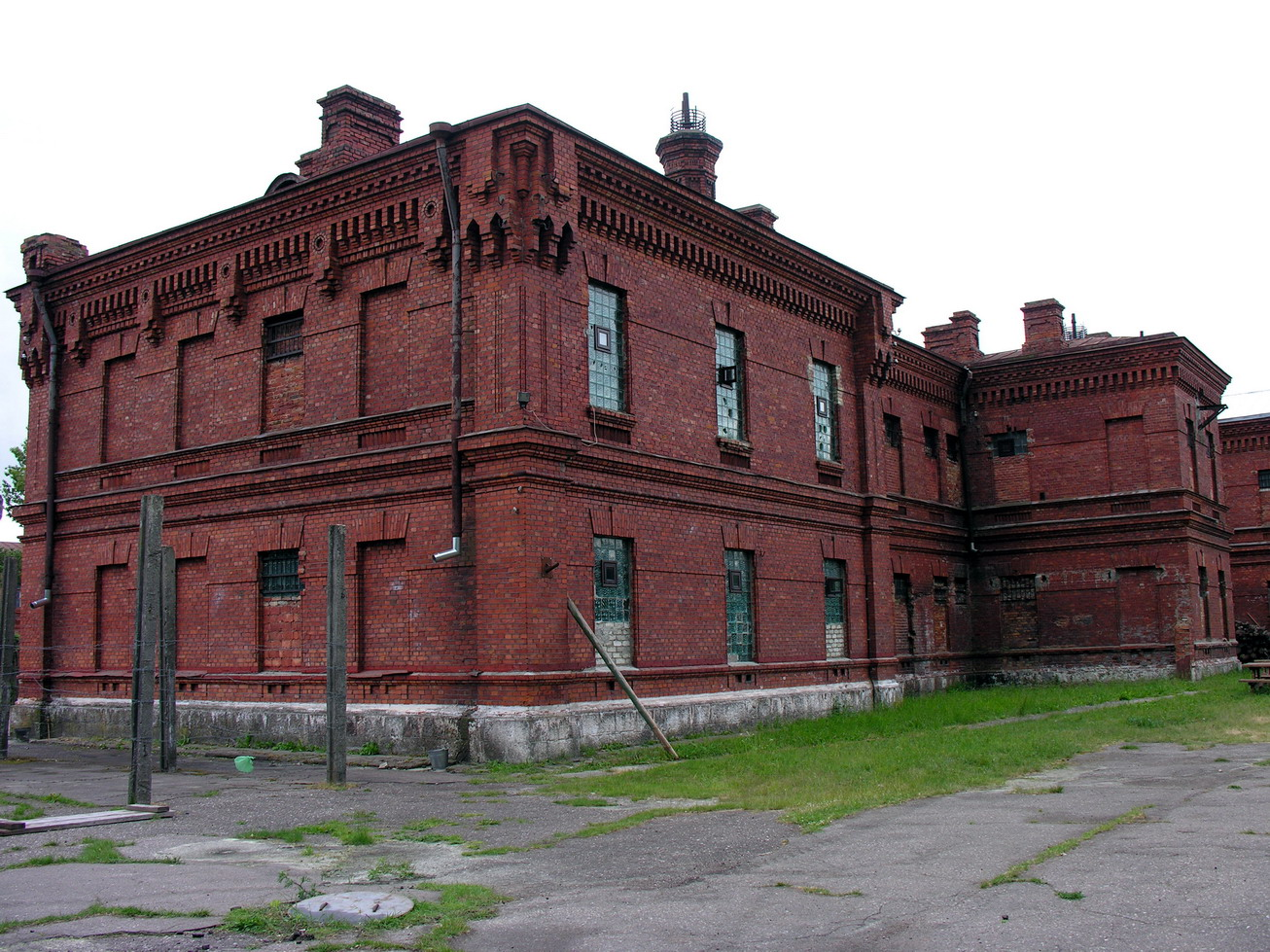
De gevangenis